# Mișcarea Europeană
Mișcarea Europeană este o asociație internațională neguvernamentală ce reunește 40 de secții naționale din majoritatea țărilor-membre ale Consiliului Europei (inclusiv Mișcările Europene din România și Republica Moldova), precum și alte câteva organizații internaționale neguvernamentale care pledează pentru unitatea europeană (Uniunea Federaliștilor Europeni, Centrul Internațional de Formare Europeană, Tinerii Europeni Federaliști, Consiliul Comunelor și Regiunilor Europei, Asociația Europeană a Cadrelor Didactice ș.a.) dar și Confederația Europeană a Sindicatelor și cele trei familii politice majore europene : Partidul European al Liberalilor, Democraților și Reformatorilor, Partidul Socialiștilor Europeni și Partidul Popular European. Mișcarea Europeană este apreciată ca fiind cea mai mare structură de "lobby politic" a proiectului de federalizare a Europei.
Mișcarea Europeană a fost fondată în iulie 1947 din inițiațiva fostului premier britanic Winston Churchill. Printre animatorii săi de la început s-au numărat personalități marcante ale vieții publice europene cum ar fi Léon Blum, Alcide de Gasperi, Konrad Adenauer, Robert Schuman (a fost și președintele Mișcării) ș.a. Mișcarea Europeană a jucat un rol crucial în convocarea și organizarea istoricului Congres de la Haga din 1948, stând, implicit, la originile Consiliului Europei. Din anii 1960 rolul Mișcării Europene pe plan politic a început să scadă, chiar dacă geografic aria ei de acțiune s-a extins constant. 
Din 2006 președinte al Mișcării Europene este Pat Cox, fostul președinte al Parlamentului European. Sediul Secretariatului Mișcării este la Bruxelles. 